# Svalbard Global Seed Vault
(José Manuel Barroso)

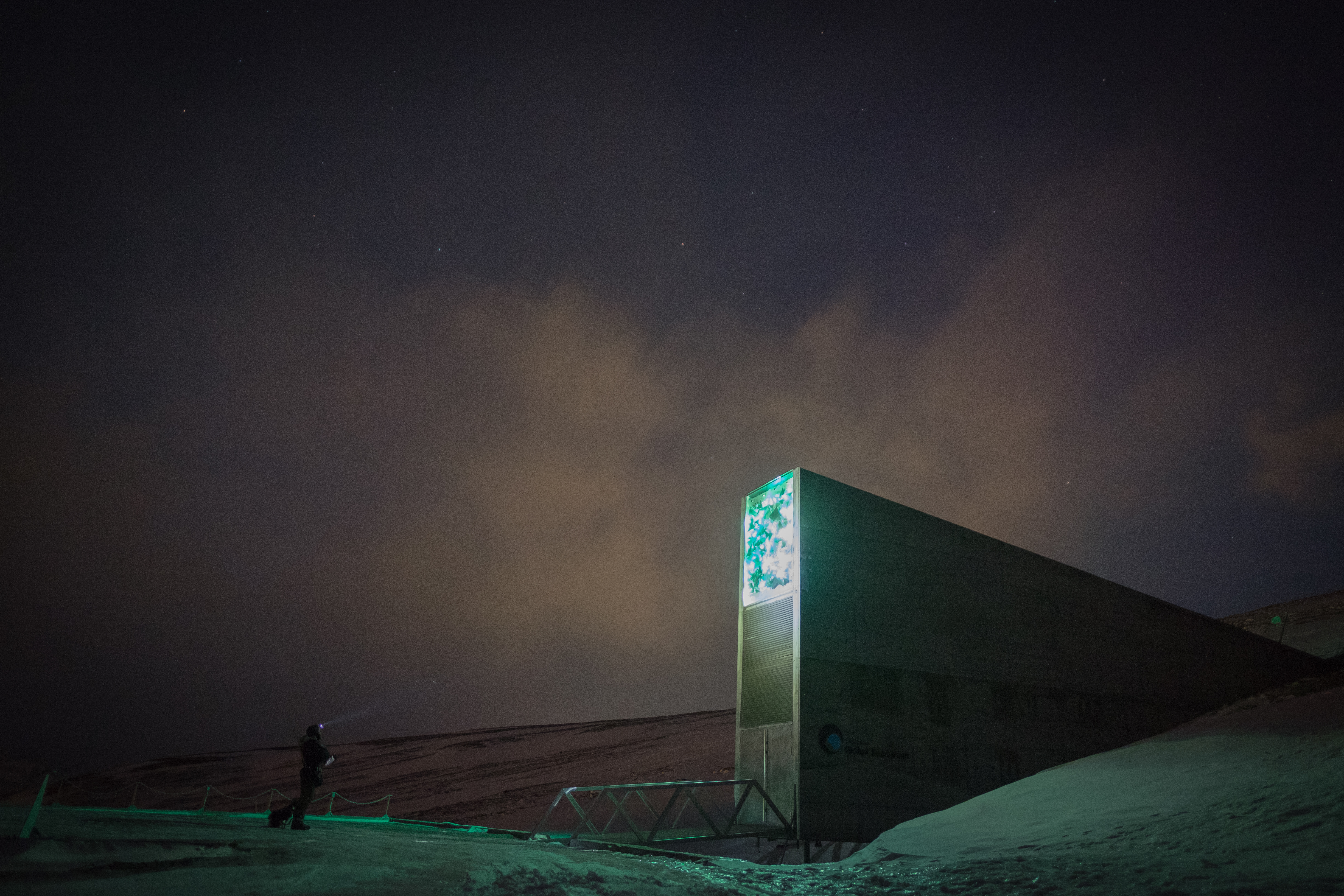
Ingresso dello Svalbard Global Seed Vault

Lo Svalbard Global Seed Vault (in italiano "Deposito globale di semi delle Svalbard") è una banca dei semi che ha la funzione di fornire una rete di sicurezza per preservare la diversità delle colture nel mondo. 
È localizzata vicino alla cittadina di Longyearbyen, nell'isola norvegese di Spitsbergen, nel remoto arcipelago artico delle isole Svalbard a circa 1200 km dal Polo Nord. 
Il Global Seed Vault garantisce la conservazione a lungo termine di duplicati di semi conservati nelle banche del germoplasma di tutto il mondo.
Il Global Seed Vault è gestito attraverso un accordo tra il governo norvegese, il Global Crop Diversity Trust ed il Nordic Genetic Resource Center (già Nordic Gene Bank), nato dallo sforzo cooperativo di nazioni nordiche, sotto l'egida del Nordic Council of Minister.
Il governo norvegese ha finanziato totalmente i costi di costruzione per una cifra di approssimativamente 45 milioni di kr (US $8.8 milioni al valore del 2008). 
Il Fondo mondiale per la diversità delle colture ha giocato un ruolo chiave nella pianificazione del deposito, infatti esso coordina le spedizioni di campioni di sementi, in collaborazione con il Nordic Genetic Resource Center. Il fondo deve provvedere alla maggior parte delle spese annuali per la struttura, mentre la Global Crop Diversity Trust ed il Nordic Genetic Resource Center finanziano la manutenzione della struttura e i costi gestionali. Inoltre, la Bill & Melinda Gates Foundation ha previsto circa 750.000 dollari per assistere le nazioni in via di sviluppo ed i loro centri di ricerca agrari nel confezionare ed inviare i semi al deposito.
Un consiglio consultivo internazionale è stato istituito per fornire indicazioni e consigli. Esso comprenderà rappresentanti della FAO, il Gruppo Consultivo per la Ricerca Agricola Internazionale (CGIAR), il Trattato internazionale sulle risorse fitogenetiche per l'alimentazione e l'agricoltura e le altre istituzioni.

## Storia
Nel 1984 il Nordic Gene Bank aveva iniziato una operazione di conservazione del germoplasma delle piante nordiche, sotto forma di semi congelati, in un'altra miniera abbandonata di carbone delle isole Svalbard nei pressi di Longyearbyen.
Parteciparono alla cerimonia di posa della prima pietra del centro norvegese il 19 giugno 2006, i capi di governo di Norvegia, Svezia, Finlandia, Danimarca e Islanda.
Dal 1º gennaio 2008 la Nordic Gene bank fa parte del nuovo Nordic Genetic Resource Center (NordGen).
Il Svalbard Global Seed Vault è stato inaugurato con una cerimonia ufficiale il 26 febbraio 2008, alla quale erano presenti il Premio Nobel per la Pace Wangari Maathai, il primo ministro norvegese Jens Stoltenberg, il presidente della Commissione europea José Barroso.
I primi semi hanno cominciato ad arrivare al sito sin dal gennaio 2008. Il 5% dei semi presenti nel deposito sono giunti dal Centre of Genetic Sources, dipartimento del Wageningen University, Paesi Bassi. Il Nordic Gene Bank, nel corso degli anni, ha depositato più di 10.000 campioni di diversi semi rappresentanti di più di 2000 cultivar e più di 300 specie. Inoltre da alcuni anni, campioni di semi provenienti dal Sudafrica (SADC) sono stati duplicati e conservati per sicurezza, assieme alla nordic collection. Si aspetta di trasferire sia la collezione del Nord (Nordic Gene Bank) che quella del Sudafrica (SADC) allo Svalbard Global Seed Vault, in un prossimo futuro.
Il 26 febbraio 2008 la Norvegia ha deciso di destinare lo 0,1% del proprio bilancio in acquisto di sementi commerciali, per aiutare così anche i diritti degli agricoltori. Il governo norvegese ha invitato anche le altre nazioni a fare altrettanto
L'Italia, con il suo Ministero degli Esteri è un contributore del Global Crop Diversity Trust sito presso la sede FAO, a Roma.
Il 15 settembre 2015, per la prima volta, alla "banca" è pervenuta una richiesta di prelievo: Il Centro internazionale per la Ricerca Agricola in aree asciutte (Icarda) di Aleppo, in Siria, avendo avuto la struttura occupata da gruppi armati a causa della guerra civile che dilania il paese, è stato il primo ente a richiedere la restituzione dei semi. Rabat Ahmed Amri, direttore delle Risorse genetiche del centro siriano, ha precisato il motivo della richiesta:
Nel febbraio del 2017 l'ente ha provveduto a "saldare il debito", ripristinando le scorte di semi.

## Missione
La funzione dello Svalbard Global Seed Vault è quella di fornire una rete di sicurezza e conservazione contro la perdita accidentale del "patrimonio genetico delle colture" conservata nelle altre banche semi.
L'obiettivo dichiarato dell'iniziativa è quello di garantire il completo affidamento fiduciario della maggior parte delle 21 colture più importanti della Terra, quali il riso, il mais, il frumento, le patate, le mele, la manioca, il taro e la noce di cocco con le loro varietà, garantendo così la diversità genetica. In questa banca semi sono conservati materiali preziosi per il miglioramento genetico e di molte aree della ricerca biologica di base.
Lo Svalbard Global Seed Vault è l'equivalente del caveau delle cassette di sicurezza di una normale banca. La banca è il proprietario dell'edificio e il depositante è il proprietario del contenuto della cassetta. Il governo norvegese è proprietario dell'edificio mentre le banche del gene lo sono dei semi. I campioni in deposito allo Svalbard Global Seed Vault non rappresentano in alcun modo un trasferimento legale di risorse genetiche.
I mass media hanno invece enfatizzato il ruolo del centro come "rifugio" nel caso di una grande catastrofe regionale o globale, mentre sarà probabilmente più utile nel caso di perdita di materiale genetico, dovuto a maneggiamenti erronei, incidenti, malfunzionamento di macchinari, tagli di fondi e disastri naturali. Questi eventi, infatti, occorrono con una certa regolarità; recentemente, alcuni materiali genetici nazionali sono stati distrutti da eventi bellici o guerre civili. Esistono circa 1400 collezioni di semi diversi da coltura nel mondo, ma molte di queste sono a rischio o sono già danneggiate perché si trovano in nazioni politicamente instabili o ad alto rischio ambientale.

## Struttura
Il centro si compone di tre sale, di 27 metri di lunghezza, 10 di larghezza e 6 di altezza. Le chiusure hanno porte di acciaio di notevole spessore, e la struttura è costruita in calcestruzzo in modo da resistere ad una eventuale guerra nucleare o ad un incidente aereo. 
La banca dei semi è costruita 120 blocchi dentro una montagna di roccia arenaria nell'isola Spitsbergen delle Svalbard.. La banca utilizza robusti sistemi di sicurezza per impedire accessi non autorizzati.
L'impianto è gestito dal Nordic Genetic Resource Center, anche se non esiste personale permanente in loco.
L'isola Spitsbergen è stata considerata ideale in quanto esente da attività tettonica e per la presenza del suo permafrost che è ritenuto di aiuto alla protezione dei semi.
La localizzazione, 130 metri sopra il livello del mare, assicura che il sito rimanga all'asciutto anche nel caso di scioglimento dei ghiacci artici.
Il carbone estratto localmente fornisce l'energia per le unità di refrigerazione che raffreddano ulteriormente i semi secondo lo standard internazionale che raccomanda una temperatura di conservazione compresa tra −20 e −30 °C (tra −0 e −20 °F). Qualora il sistema di raffreddamento artificiale si fermasse, dovrebbero passare parecchie settimane prima che la temperatura salga fino a raggiungere quella della roccia circostante (-3 °C). In ogni caso, il terreno ghiacciato del sito scelto, impedirebbe alla temperatura del centro di salire oltre i -3,5 °C. I ricercatori stimano che i semi sopravviverebbero a questa temperatura (-3,5 °C) per circa 55 anni nel caso dei semi di girasole, fino a più di 10.000 anni i semi di pisello. Infatti, come uno studio di fattibilità preliminare aveva determinato, alcuni semi, inclusi quelli di importanti granaglie, potrebbero sopravvivere anche più a lungo, probabilmente migliaia di anni.
Sulla Terra si pensa esistano circa 1.500.000 tipi differenti di semi di raccolti alimentari. La varietà ed il volume di semi conservati potrà dipendere dal numero dei Paesi partecipanti. L'impianto ha una capacità di stoccaggio di 4.500.000 semi complessivamente.
Il costo totale dell'iniziativa ammonta a circa 30 milioni di euro, di cui 25 milioni donati dalla Bill & Melinda Gates Foundation. Altri finanziatori sono la Fondazione Rockefeller, la Monsanto, il gruppo Syngenta, DuPont/Pioneer Hi-Bred, il Gruppo Consultivo per la Ricerca Agricola Internazionale (CGIAR) e il governo norvegese.
| Finanziatori    | %   |
| --------------- | --- |
| Stati sovrani   | 73% |
| Fondazioni      | 23% |
| Imprese private | 5%  |
| Altri           | <1% |

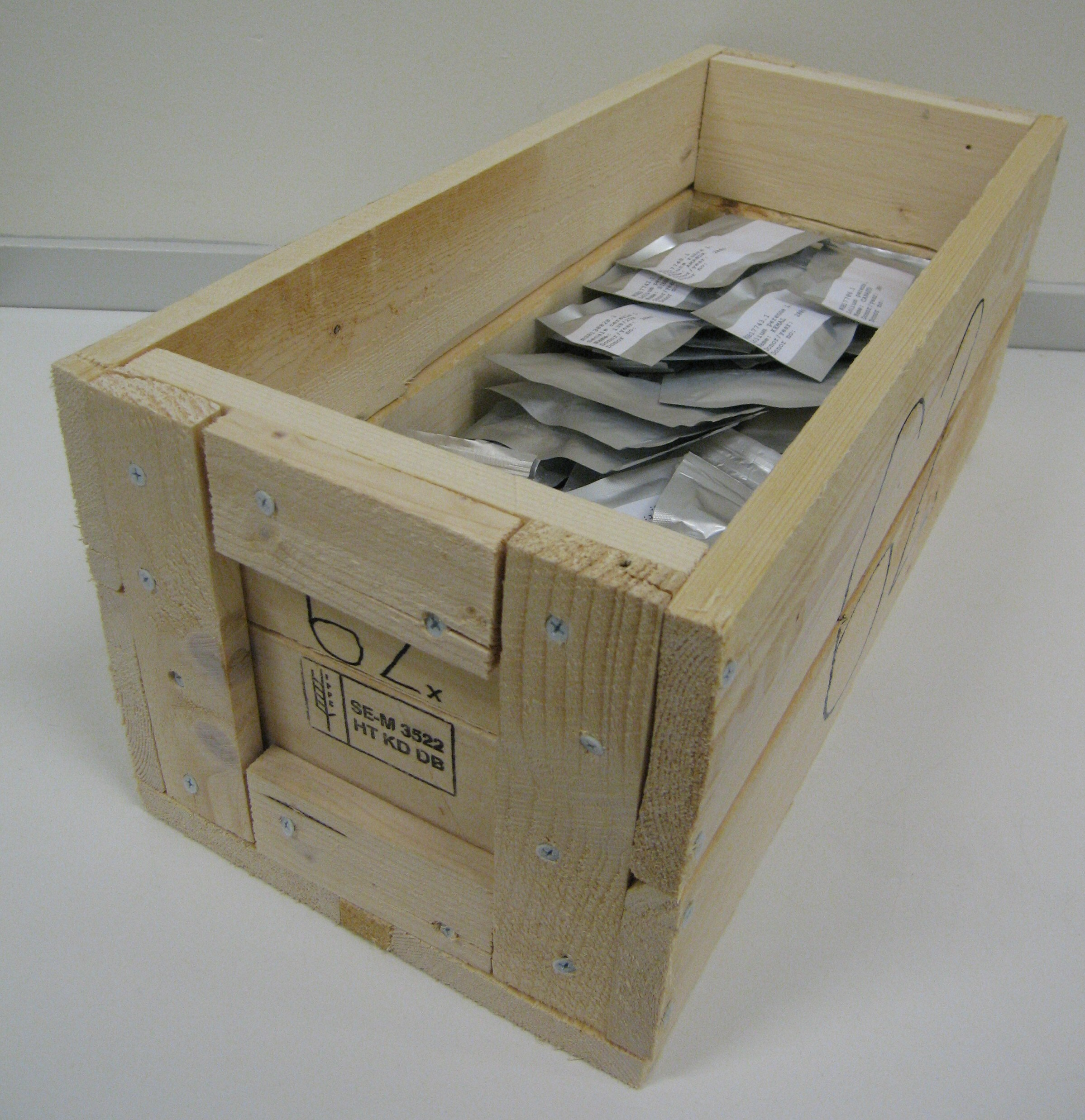
Sacchetti in alluminio per la conservazione dei semi

Il suo attuale responsabile è il prof. Cary Fowler.

## Conservazione e accesso ai semi
I semi vengono conservati in confezioni sigillate di alluminio a tre strati e quindi collocate in contenitori di plastica su scaffali di metallo. I locali di stoccaggio sono mantenuti a -18 °C. La bassa temperatura e la scarsa percentuale di ossigeno garantiranno una bassa attività metabolica e ritarderanno l'invecchiamento dei semi. Il permafrost che circonda la struttura aiuta a mantenere la bassa temperatura dei semi in caso di interruzione dell'alimentazione elettrica.

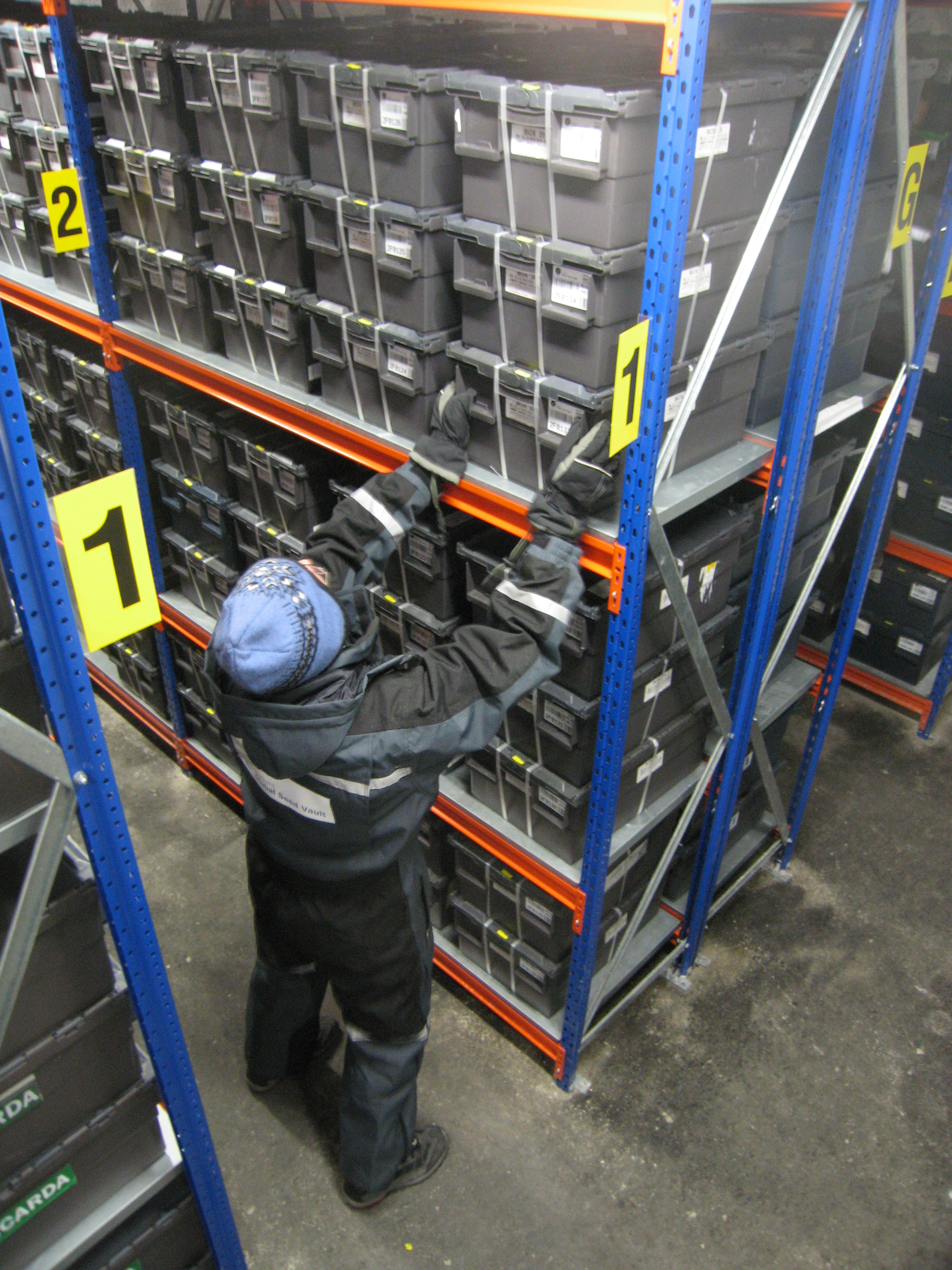
Casse contenenti campioni di semi

I campioni di semi sono copie di campioni conservati nelle banche del germoplasma in tutto il mondo. I ricercatori, i coltivatori di piante e altri gruppi che desiderano accedere a campioni di semi non possono farlo tramite il Seed Vault; devono invece richiedere i campioni alle banche del germoplasma che hanno inviato i semi al Global Seed Vault.